# Sudanacris degodea
Sudanacris degodea är en insektsart som beskrevs av Kevan, D.K.M. 1966. Sudanacris degodea ingår i släktet Sudanacris och familjen gräshoppor. Inga underarter finns listade i Catalogue of Life.